# Kinidaros
Kinidaros (griechisch Κινίδαρος (m. sg.)) ist ein kleines Dorf auf der griechischen Kykladen-Insel Naxos.
Das Dorf ist an einem Berg auf einer Höhe von 400 Metern gelegen, etwa 14 Kilometer von der Stadt Naxos entfernt. Zusammen mit dem Dorf Akrotiri bildet Kinidaros die gleichnamige Ortsgemeinschaft (Τοπική Κοινότητα Κινιδάρου Topikí Kinótita Kinidárou).

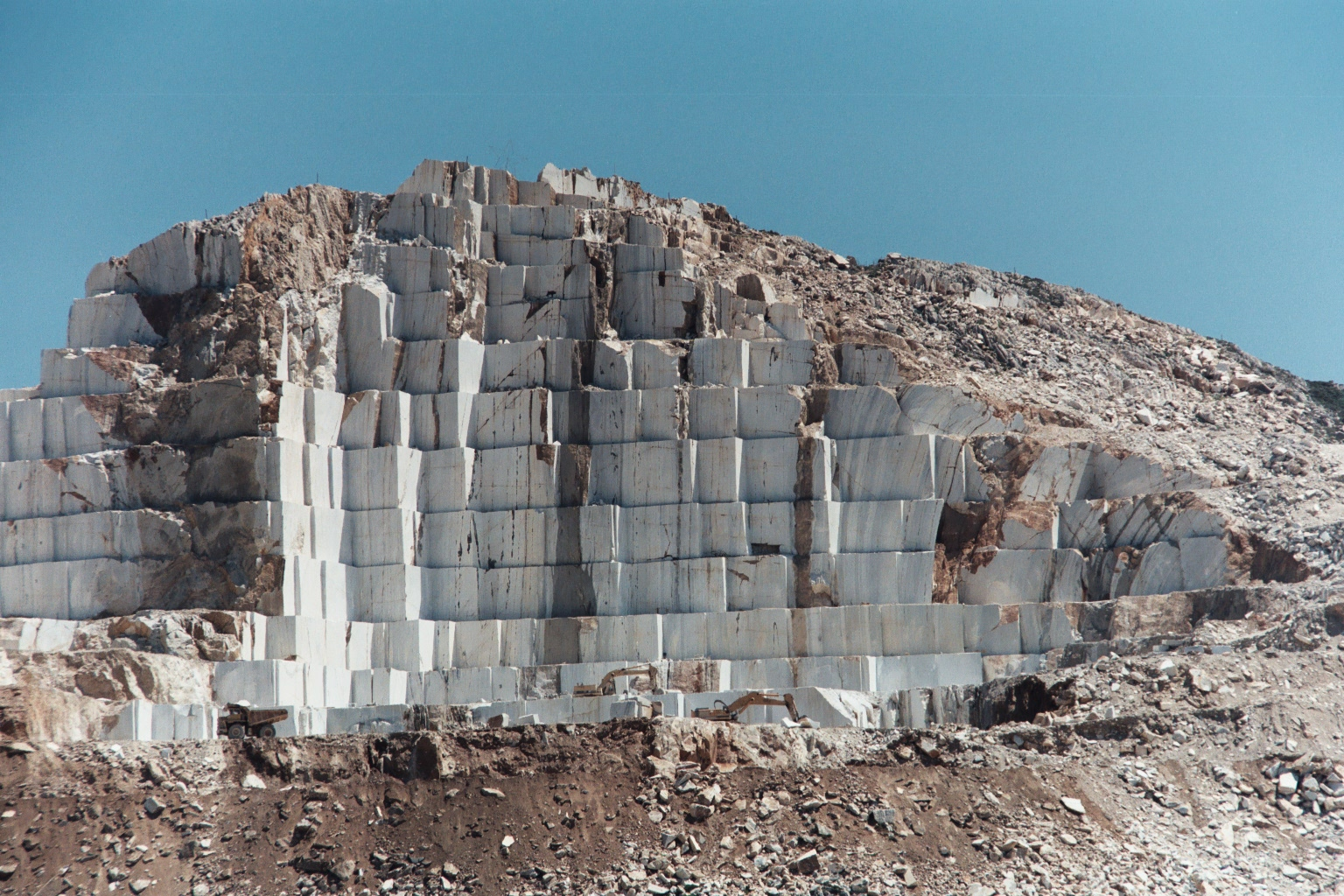
Steinbruch des Naxos-Marmors „Alexander“ bei Kinidaros und Moni

In der Umgebung von Kinidaros befinden sich Steinbrüche, in denen der Naxos-Marmor vom Typ „Alexander“ gebrochen wird. Es handelt sich um einen grobkörnigen hellgrauen bis bläulichen Marmor, einem der grobkörnigsten der Welt. Ein Teil der etwa 400 Einwohner des Ortes arbeitet in den Steinbrüchen des griechischen Marmors, von dem etwa 5.000 Tonnen jährlich exportiert werden.
Der Ort ist auf Naxos für die Güte seiner tierischen Produkte, für seine Olivenhaine und Weingärten bekannt; ferner für seine Musikanten und Tänzer, die in den Tavernen Livemusik darbieten.
Kinidaros kann nur von Chalki über den Ort Moni oder von Melanes aus auf einer Straße erreicht werden.